# Ras El Ma (Algeria)
Ras El Ma è un comune dell'Algeria, situato nella provincia di Sidi Bel Abbes.